# 拉斯特海崖
82°56′S 157°42′E / 82.933°S 157.700°E
拉斯特海崖（英語：Rust Bluff）是南極洲的海崖，位於奧次地，處於科納冰原島峰以南9公里，俯瞰馬爾什冰川，以地質學教授命名，現時由南極條約體系管理。